# Juli Keudee Dua
Juli Keudee Dua is een bestuurslaag in het regentschap Bireuen van de provincie Atjeh, Indonesië. Juli Keudee Dua telt 1405 inwoners (volkstelling 2010).